# Open di Francia 2014 - Doppio leggende under 45
Cédric Pioline e Fabrice Santoro erano i detentori del titolo, ma Pioline gioca nel torneo Doppio leggende over 45. Santoro gioca in coppia con Sébastien Grosjean.
Mansour Bahrami e Fabrice Santoro hanno sconfitto in finale Arnaud Clément e Nicolas Escudé per 6-2, 2-6, [11-9].

## Tabellone

### Legenda
| - Q = Qualificato - WC = Wild card - LL = Lucky loser | - ALT = Alternate - SE = Special Exempt - PR = Protected Ranking | - w/o = Walkover - r = Ritirato - d = Squalificato |

### Finale
|  | Finale                             |                                    |   |   |      |  |
|  |                                    |                                    |   |   |      |  |
|  | Arnaud Clément Nicolas Escudé      | Arnaud Clément Nicolas Escudé      | 2 | 6 | [9]  |  |
|  | Sébastien Grosjean Fabrice Santoro | Sébastien Grosjean Fabrice Santoro | 6 | 2 | [11] |  |

### Gruppo A
|    |                               | A Clément N Escudé | A Costa C Moyá   | T Enqvist G Gaudio | RR V-P | Set V-P | Game V-P | Pos. |
| A1 | Arnaud Clément Nicolas Escudé |                    | 6-3, 4-6, [10-8] | 6-4, 6-4           | 2-0    | 4-1     | 23-17    | 1    |
| A2 | Albert Costa Carlos Moyá      | 3-6, 6-4, [8-10]   |                  | 6-4, 7–6(6)        | 1-1    | 3-2     | 23-21    | 2    |
| A3 | Thomas Enqvist Gastón Gaudio  | 4-6, 4-6           | 4-6, 6(6)–7      |                    | 0-2    | 0-4     | 18-25    | 3    |

La classifica viene stilata in base ai seguenti criteri: 1) Numero di vittorie; 2) Numero di partite giocate; 3) Scontri diretti (in caso di due giocatori pari merito ); 4) Percentuale di set vinti o di games vinti (in caso di tre giocatori pari merito ); 5) Decisione della commissione.

### Gruppo B
|    |                                    | S Grosjean F Santoro | S Bruguera A Medvedjev | G Ivanišević T Woodbridge | RR V-P | Set V-P | Game V-P | Pos. |
| B1 | Sébastien Grosjean Fabrice Santoro |                      | 4-6, 6-3, [10-6]       | 3-6, 6-4, [10-7]          | 2-0    | 4-2     | 20-20    | 1    |
| B2 | Sergi Bruguera Andrij Medvedjev    | 6-4, 3-6, [6-10]     |                        | 4-6, 4-6                  | 0-2    | 1-4     | 17-23    | 3    |
| B3 | Goran Ivanišević Todd Woodbridge   | 6-3, 4-6, [7-10]     | 6-4, 6-4               |                           | 1-1    | 3-2     | 22-18    | 2    |

La classifica viene stilata in base ai seguenti criteri: 1) Numero di vittorie; 2) Numero di partite giocate; 3) Scontri diretti (in caso di due giocatori pari merito ); 4) Percentuale di set vinti o di games vinti (in caso di tre giocatori pari merito ); 5) Decisione della commissione.